# Keihin

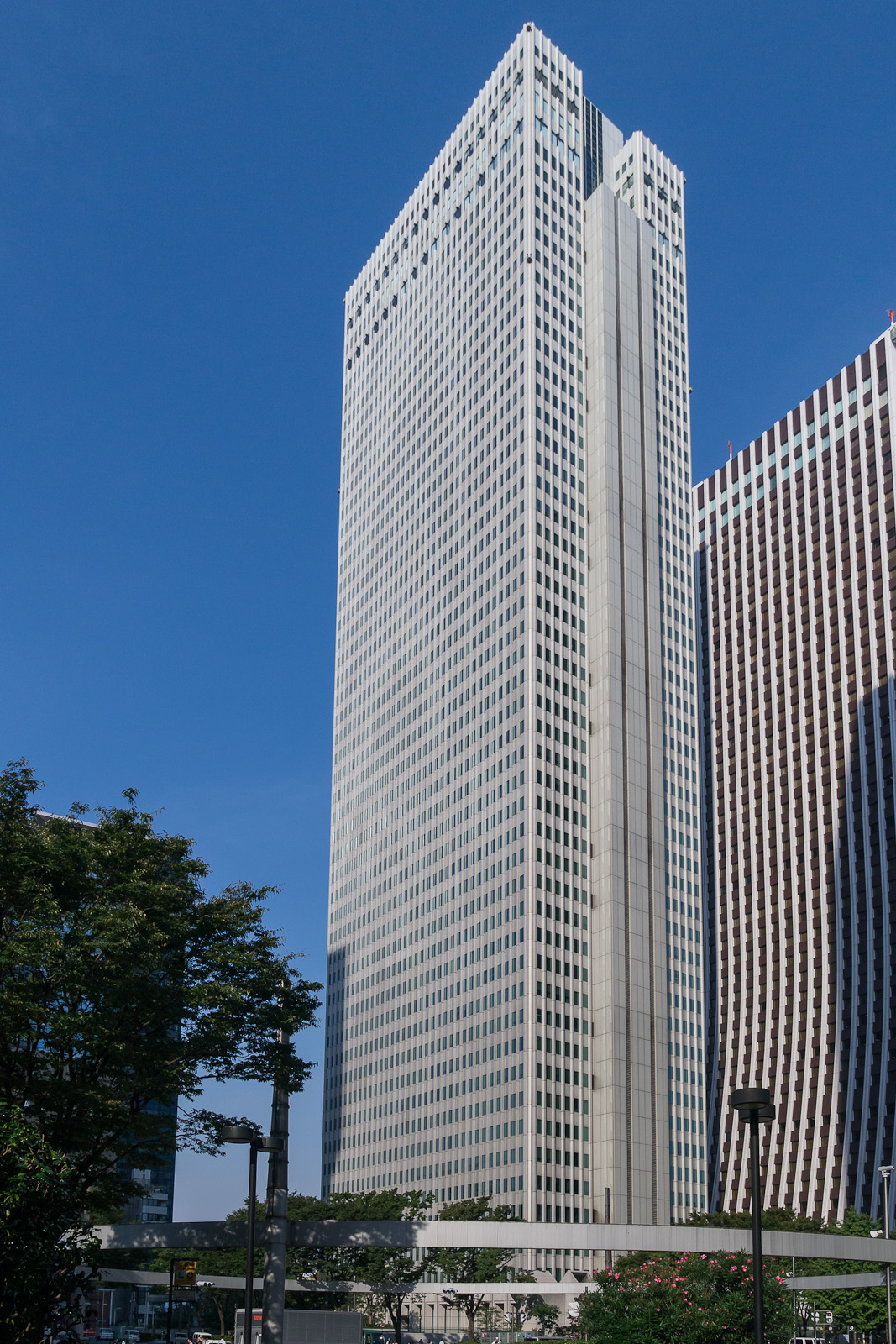
Nomura Building, Sede de Keihin

La Corporación Keihin fue fundada 19 de diciembre de 1956 y tiene su sede en Shinjuku, Tokio, Japón. Entre los productos fabricados por la empresa están los carburadores e inyectores, y son proveedores de Honda, Triumph, Suzuki, Kawasaki, KTM, y Harley-Davidson.

## Historia
La compañía creció rápidamente y en 1957 empezó a fabricar carburadores para motores de motocicletas Dream de Honda y Rabbit de Fuji Heavy Industries. En 1963, seis años después de dedicarse exclusivamente a motocicletas, Keihin fabricó carburadores para automóviles Honda. Los primeros vehículos en equiparlos fueron el Honda S500, Honda S600 y Honda S800.

## Resultados Financieros
Duramente la crisis en el sector de la automoción, los resultados financieros de Keihin se han reducido considerablemente en comparación con 2011, los ingresos cayeron un 65,6%. Las ventas se resisten y pierden sólo un 6,6% en comparación con 2011. Desde 2002, la sede se encuentra en el Shinjuku Nomura Building, que se encuentra en el distrito de Shinjukuku en Tokio. Anteriormente, este se encontraba a 1 km de la nueva localización, en el Da Vinci Shinjuku Building.
|      | Inversiones (en Dólares) | Beneficio (en Dólares) | Capitalización de mercado (en Dólares) |
| 2006 | 2 562 012 000            | 148 982 000            | 1 669 583 000                          |
| 2007 | 2 800 612 000            | 108 822 000            | 1 785 326 000                          |
| 2008 | 3 386 774 000            | 111 799 000            | 2 130 976 000                          |
| 2009 | 2 935 326 000            | 57 264 000             | 1 870 622 000                          |
| 2010 | 2 750 835 000            | 82 047 000             | 2 082 335 000                          |
| 2011 | 3 349 260 000            | 148 219 000            | 2 327 805 000                          |
| 2012 | 3 163 332 000            | 51 581 000             | 2 466 535 000                          |
| ---- | ------------------------ | ---------------------- | -------------------------------------- |

## Productos
La compañía Keihin produce :

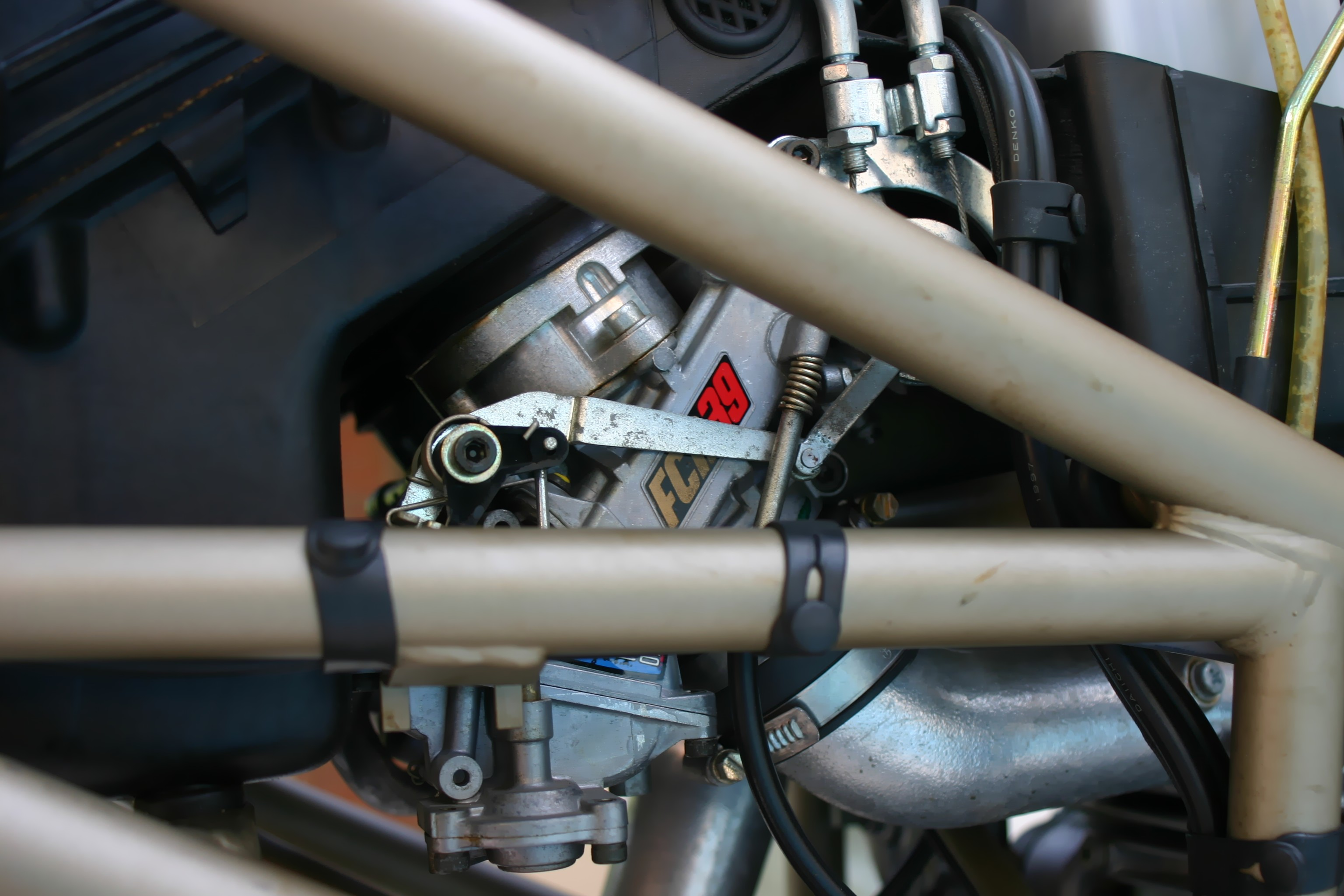
Carburador de moto Keihin FCR 39

- Bomba de combustible: un sistema desarrollado para bombear la gasolina u otros combustibles
- Carburadores: tanto para el deporte como para calle, con o sin starter electrónico
- Inyectores
- Mariposa de acelerador
- Compresores: sistemas diseñados para reducir las emisiones en los gases de escape en motores de dos tiempos
- ECU: Unidades de control de motores, tanto para los ciclomotores, motocicletas o coches y sistemas de control electrónicos como ABS, etc.
- Válvulas industriales: válvulas de control remoto, tanto para su uso en los carburadores como en otros sistemas, distribuidos por empresas como Grupo Compás, en Barcelona, España.
- Acondicionadores: sistemas de aire acondicionado para automóviles.

## Competición

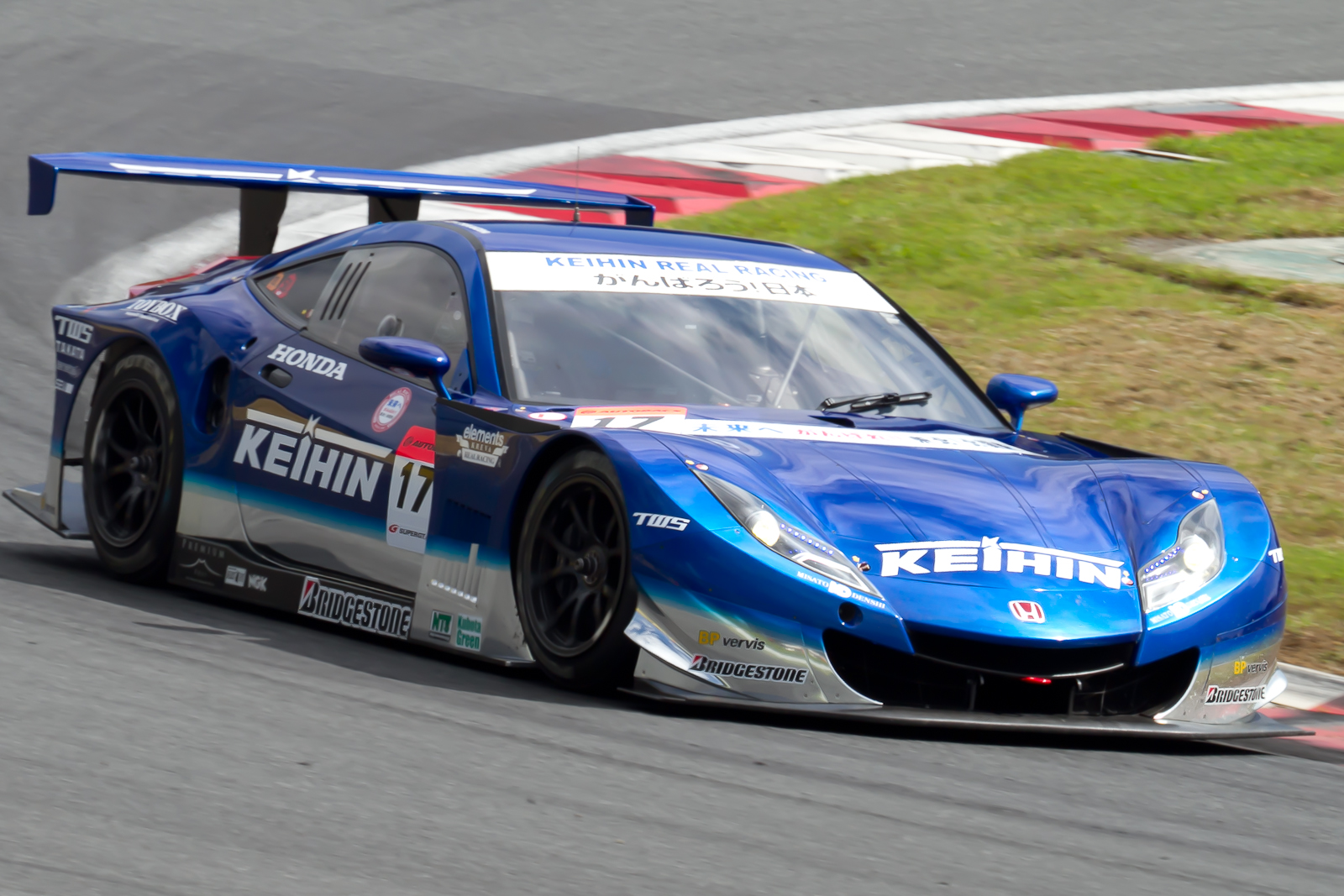
Honda HSV-010 GT patrocinado por Keihin en la GT500

Desde 2010, Keihin prepara un Honda HSV-010 GT para la super GT en colaboración con Real Racing. El equipo logró su primera victoria ese mismo año, dirigido por Toshihiro Kaneishi y Koudai Tsukakoshi en los 300 km de Sportsland SUGO. En 2009, el equipo sin la colaboración de Real Racinng participó en el campeonato con los mismos conductores, conduciendo un Honda NSX.

## Imitaciones
Los carburadores Keihin se encuentran entre los más imitados, sobre todo los carburadores PWK, las empresas que ofrecen productos similares a la Keihin y que generalmente tienen componentes intercambiables o pueden utilizar los componentes Keihin son:
- Stage6, también produce tipo carburador TM Mikuni y otros carburadores Dell'Orto
- YSN, también produce carburadores del tipo Dell'Orto
- Koso
- Oko
- Kaihen, la marca china que imita los carburadores Keihin PB del nombre de la empresa.